# Kurt Aust
Kurt Aust (Ikast, 6 de diciembre de 1955) es un escritor y profesor dinamarqués. 

## Biografía
Es un maestro. Vive en Horten en Noruega desde 1982 y escribe en noruego, pero es ciudadano danés. Está casado con el dibujante Ann Carin Wessel.
Aust ha escrito varias novelas policiales históricas de Dinamarca y Noruega a principios del siglo XVIII.
Sus libros han sido traducidos al danés, alemán, holandés, español, ruso, búlgaro, esloveno, italiano, surcoreano, griego, checo y francés.
Obtuvo los galardones Premio Riverton en 2003, el premio Premio Llave de Vidrio por su novela Perseguido,  y fue galardonado con el Premio Legión del Libro otorgado por la Cámara Uruguaya del Libro.